# Thomas FitzMaurice (1er comte de Kerry)
Thomas FitzMaurice (1668 - 16 mars 1741) est un pair et un homme politique irlandais.

## Biographie
Il est le fils de William FitzMaurice, 20e baron Kerry et de Constance Long. Il succède à son père en mars 1696/97 et est investi comme conseiller privé avant avril 1711. Il est créé comte de Kerry le 17 janvier 1723 avec le titre subsidiaire de vicomte Clanmaurice, tous deux dans la pairie d'Irlande. Il a une certaine expérience militaire et même son petit-fils, Lord Shelburne, dans une description particulièrement hostile, admet qu'il a fait preuve de courage et de talent en tant que soldat. Il est connu pour son tempérament bouillant et, même à une époque où le duel est monnaie courante, il est réprimandé pour avoir défié John Methuen, le Lord Chancelier d'Irlande.
Il est député à la Chambre des communes irlandaise pour Kerry de 1692 à 1697.

## Famille
Il épouse Anne Petty (1671-1737), fille du scientifique et philosophe William Petty et de son épouse Elizabeth Waller, baronne Shelburne, fille de sir Hardress Waller (en), en 1692. Ils ont cinq enfants:
- William FitzMaurice (2e comte de Kerry)
- John Petty (1er comte de Shelburne)
- Elizabeth, mariée à Maurice Crosbie (1er baron Brandon)
- Arabella Denny, qui épouse le colonel Arthur Denny et est un philanthrope réputé
- Charlotte, qui épouse Sir John Colthurst, premier des barons de Colthurst d’Ardrum.